# Kerzenbank

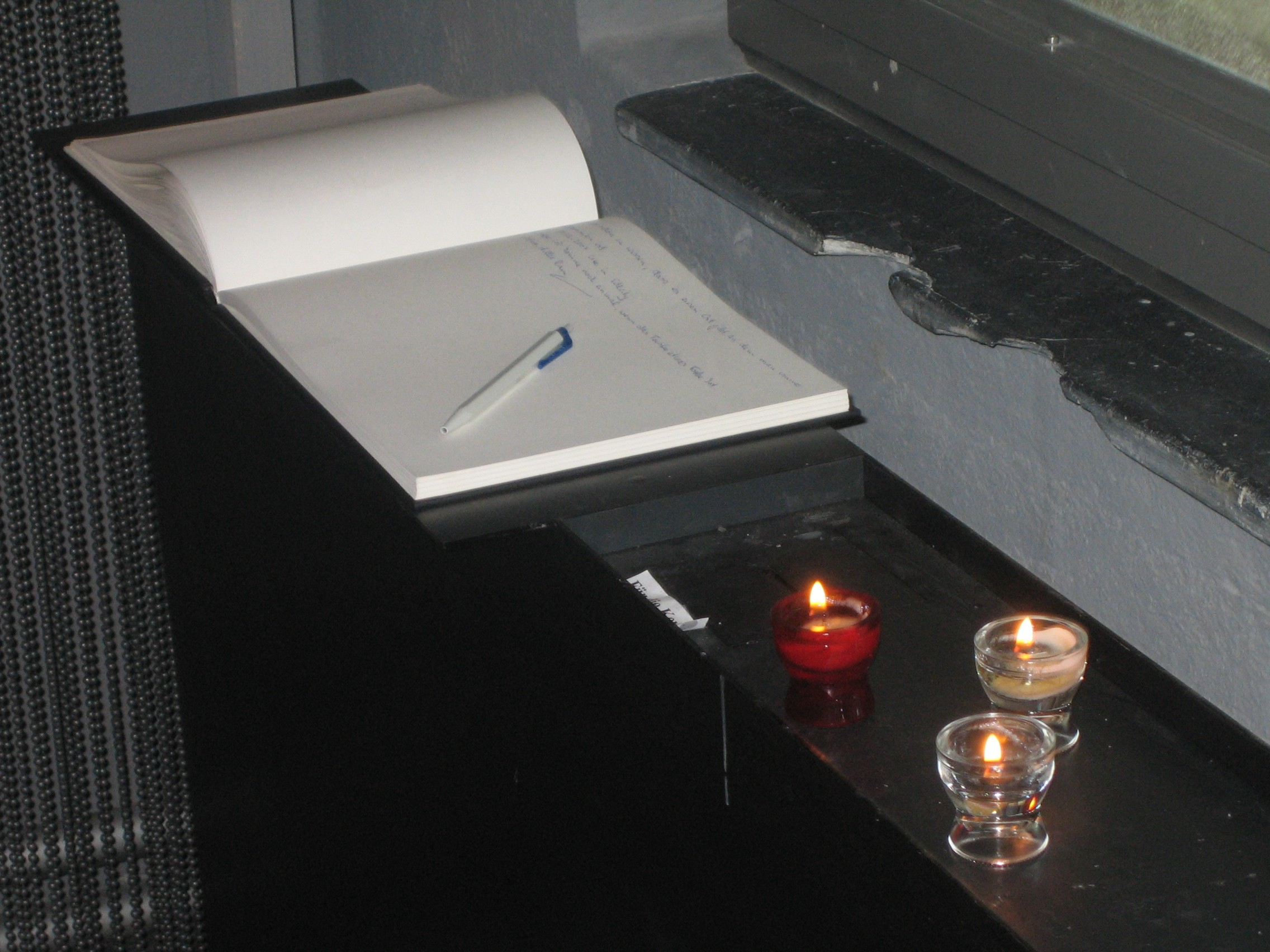
Kerzenbank und Anliegenbuch in der ehemaligen Kapelle der Sihlcity-Kirche.

Eine Kerzenbank ist ein ebener Behälter für kleinere Kerzen. Diese können als Opferlichter in Kirchen oder als Lichtspender in Privaträumen entzündet werden.

## Beschaffenheit
Als Material zur Anfertigung von Kerzenbanken werden oft Edelstahl oder Buchenholz entsprechend geschliffen. Die Kerzen werden in passende Hohlräume eingesetzt oder auf die in die Bank eingebaute Oberfläche gestellt.

## Beispiele
Im Jahr 1987 hatte der deutsche Metallbildhauer, Maler und Kunstschmied Paul Nagel in der Kirche St. Sophien in Hamburg-Barmbek unter anderem einen Marienaltar mit Kerzenbank geschaffen.
Für die ehemalige Sihlcity-Kirche in Zürich hatte anno 2007 der Langenthaler Innenarchitekt Remo Lemp (Emo Innenarchitektur AG) eine lange Kerzenbank aus dunklem Metall geschaffen.

## Weblink
- Bilder von Kerzenbanken